# Monika Kwiecień
Monika Kwiecień – polska dziennikarka, w latach 1998–2001 redaktor naczelny Jednoty, zaś w latach 2002–2009 redaktor naczelny Chrześcijanina.

## Życiorys
Jest córką pastora Mieczysława Kwietnia, który piastował między innymi funkcję wieloletniego redaktora, zaś w roku 1989 funkcję redaktora naczelnego organu prasowego Kościoła Zielonoświątkowego – czasopisma Chrześcijanin. Z zawodu jest polonistką i tłumaczem. W latach 1991–2001 związana była jako redaktor z magazynem społeczno-religijnym Jednota, którym kierowała w latach 1998–2001 jako redaktor naczelny. Następnie w latach 2002–2009 była redaktorem naczelnym Chrześcijanina. Publikowała również w miesięczniku chrześcijańskim W Drodze. Tematem jej zainteresowań jest między innymi problematyka dialogu polsko-żydowskiego oraz chrześcijańsko-żydowskiego.

## Wybrane tłumaczenia
- Miłość, akceptacja i przebaczenie: jak być chrześcijaninem w niechrześcijańskim świecie (Jerry Cook i Stanley C. Baldwin; Zbór „Kościół dla Ciebie”, Bydgoszcz, 2016; ISBN 978-83-946266-0-0; wspólnie z Katarzyną Dumańską)
- Miłość, akceptacja i przebaczenie: w jaki sposób Kościół może stać się prawdziwie chrześcijański w niechrześcijańskim świecie (Jerry Cook i Stanley C. Baldwin, Warszawskie Seminarium Teologiczne, Warszawa, 1996)
- Późne cesarstwo rzymskie (Averil Cameron, Prószyński i S-ka, Warszawa, 2007; ISBN 83-7469-163-8)
- Rozpędź czarne chmury (Florence Littaue, Oficyna Wydawnicza Logos, Warszawa, 1996; ISBN 83-86941-00-6)
- Więcej niż fan: o naśladowaniu Chrystusa (Kyle Idleman, Fundacja „Głos Ewangelii”, Warszawa, 2013; ISBN 978-83-933535-8-3)